# Pont des Draveurs (Rimouski)
Ne pas confondre avec le pont des Draveurs de Gatineau
Le pont des Draveurs est un pont couvert avec un treillis de type Town renforcé construit en bois construit en 1930 au Bas-Saint-Laurent (Québec).

## Toponyme
Le nom du pont, qui est situé dans un secteur de campagne, évoque les activités de flottage du bois qui avait lieu auparavant sur la rivière. 

## Caractéristiques
Le pont des Draveurs est situé sur le chemin du Pont-Couvert, aussi connu sous l'ancien nom de route du Lac-à-Quenon, dans le secteur de Mont-Lebel à Rimouski,. Il est utilisé comme « pont-route » et permet de traverser la Petite rivière Neigette.   
L'ouvrage a une longueur de 28,42 m, la largeur totale de sa structure est de 6,23 m et la largeur de la voie carrosable est de 5,28 m. La hauteur libre du pont est de 3,66 m. La charge des véhicules qui le traversent est d'un maximum de 8 tonnes, une charge réduite par rapport à la capacité portante d'origine qui était de 10 tonnes. Cette réduction tient compte de l'état actuel du pont.
Le pont et le lambris sont de couleur patine grisâtre.